# أوتيس ويلسون
أوتيس ويلسون (بالإنجليزية: Otis Wilson)‏ هو لاعب كرة قدم أمريكية أمريكي، ولد في 15 سبتمبر 1957 في بروكلين في الولايات المتحدة.

## وصلات خارجية
- أوتيس ويلسون على موقع مرجع كرة القدم المحترفة.كوم (الإنجليزية)